# Chrysocyclus mikaniae
Chrysocyclus mikaniae är en svampart som först beskrevs av Joseph Charles Arthur, och fick sitt nu gällande namn av Hans Sydow 1925. Chrysocyclus mikaniae ingår i släktet Chrysocyclus och familjen Pucciniaceae.   Inga underarter finns listade i Catalogue of Life.